# World Saxophone Quartet
Il World Saxophone Quartet è un gruppo di musicisti jazz nato nel 1977 su invito del sassofonista Kidd Jordan per un concerto a New Orleans.
Il nucleo iniziale e più longevo della formazione è quello formato da Julius Hemphill (sassofono contralto e soprano, flauto), Oliver Lake (sassofono contralto e soprano), Hamiet Bluiett (sassofono baritono, clarinetto alto), e David Murray (sassofono tenore, clarinetto basso). I primi tre avevano già lavorato assieme nel Black Artists' Group di St. Louis nel Missouri, (U.S.A.).
Nel 1989 Hemphill, principale compositore e arrangiatore del gruppo, lasciò il suo posto a causa di una malattia, e da allora molti sassofonisti si sono succeduti nella formazione, a seconda degli impegni dei restanti membri fondatori. Hanno fatto parte del WSQ, in maniera più o meno stabile, Henry Threadgill, Arthur Blythe, Eric Person, James Spaulding, Branford Marsalis, John Purcell, Bruce Williams, James Carter, Kidd Jordan, Jorge Sylvester, Jaleel Shaw, Tony Kofi.
L'impostazione base del gruppo è sempre stata quella del quartetto di sassofoni: due contralti, un tenore e un baritono, anche se Bluiett utilizza regolarmente il clarinetto alto e Murray il clarinetto basso. Occasionalmente, inoltre, al quartetto si sono aggiunti il trombettista Jeremy Pelt, il trombonista Craig Harris e svariati tastieristi (Amina Claudine Myers), batteristi (Jack DeJohnette, Max Roach), bassisti acustici (Fred Hopkins) ed elettrici (Jamaladeen Tacuma, Melvin Gibbs), percussionisti (M'Boom, Mor Thiam) e molti altri strumentisti.
Molte sono le incisioni del WSQ, realizzate principalmente per l'etichetta italiana Black Saint, la statunitense Nonesuch Records e la canadese Justin Time.

## Discografia completa
- 1977: Point of No Return (Moers Music)
- 1979: Steppin' with the World Saxophone Quartet (Black Saint)
- 1981: W.S.Q. (Black Saint)
- 1982: Revue (Black Saint)
- 1984: Live in Zurich (Black Saint)
- 1986: Live at Brooklyn Academy of Music (Black Saint)
- 1986: Plays Duke Ellington (Nonesuch)
- 1987: Dances and Ballads (Nonesuch)
- 1989: Rhythm and Blues (Elektra/Musician)
- 1991: Metamorphosis (Elektra Nonesuch)
- 1994: Breath of Life (Elektra Nonesuch)
- 1994: Moving Right Along (Black Saint)
- 1996: Four Now (Justin Time)
- 1996: Takin' It 2 the Next Level (Justin Time)
- 1998: Selim Sivad, a Tribute to Miles Davis (Justin Time)
- 1999: M'Bizo (Justin Time)
- 2000: Requiem for Julius (Justin Time)
- 2001: 25th Anniversary: the New Chapter (Justin Time)
- 2002: Steppenwolf (Justin Time)
- 2004: Experience (Justin Time)
- 2006: Political Blues (Justin Time)
- 2010: Yes We Can (JazzWerkstatt)